# Динко Петров
Динко Стойков Петров е български състезател по борба класически стил.

## Биография
Роден е на 10 март 1935 в град Стара Загора. На летните олимпийски игри през 1960 година в Рим печели бронзов медал по борба в категория до 57 кг.